# Genisteae

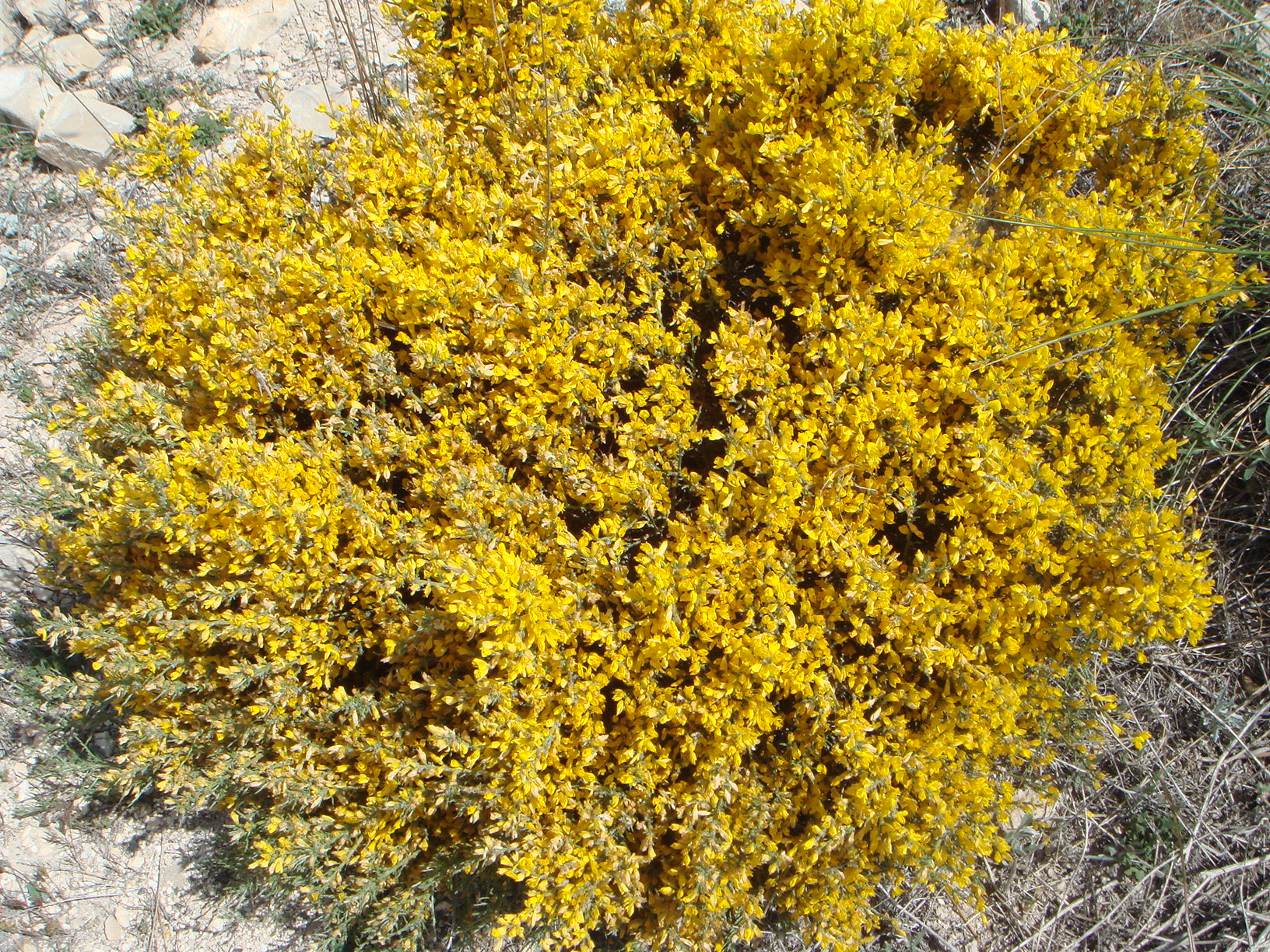
Argelaga nana (Genista pumila)

Genisteae és una tribu d'arbusts de la subfamília Faboideae de la família de les lleguminoses (Fabaceae).

## Gèneres
- Adenocarpus DC.
- Anarthrophyllum Benth.
- Argyrocytisus (Maire) Frodin & Heywood ex Raynaud
- Argyrolobium Eckl. & Zeyh.
- Calycotome Link
- Chamaecytisus Link
- Cytisophyllum O. Lang
- Cytisus Desf.
- Dichilus DC.
- Echinospartum (Spach) Fourr.
- Erinacea Adans.
- Genista L.
- Gonocytisus Spach
- Hesperolaburnum Maire
- Laburnum Fabr.
- Lupinus L.
- Melolobium Eckl. & Zeyh.
- Petteria C. Presl
- Podocytisus Boiss. & Heldr.
- Polhillia C. H. Stirt.
- Retama Raf.
- Sellocharis Taub.
- Spartium L.
- Stauracanthus Link
- Ulex L.

## Galeria

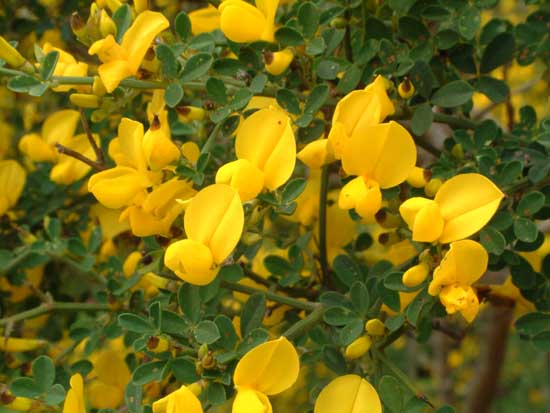
Flors de Genista spinosa
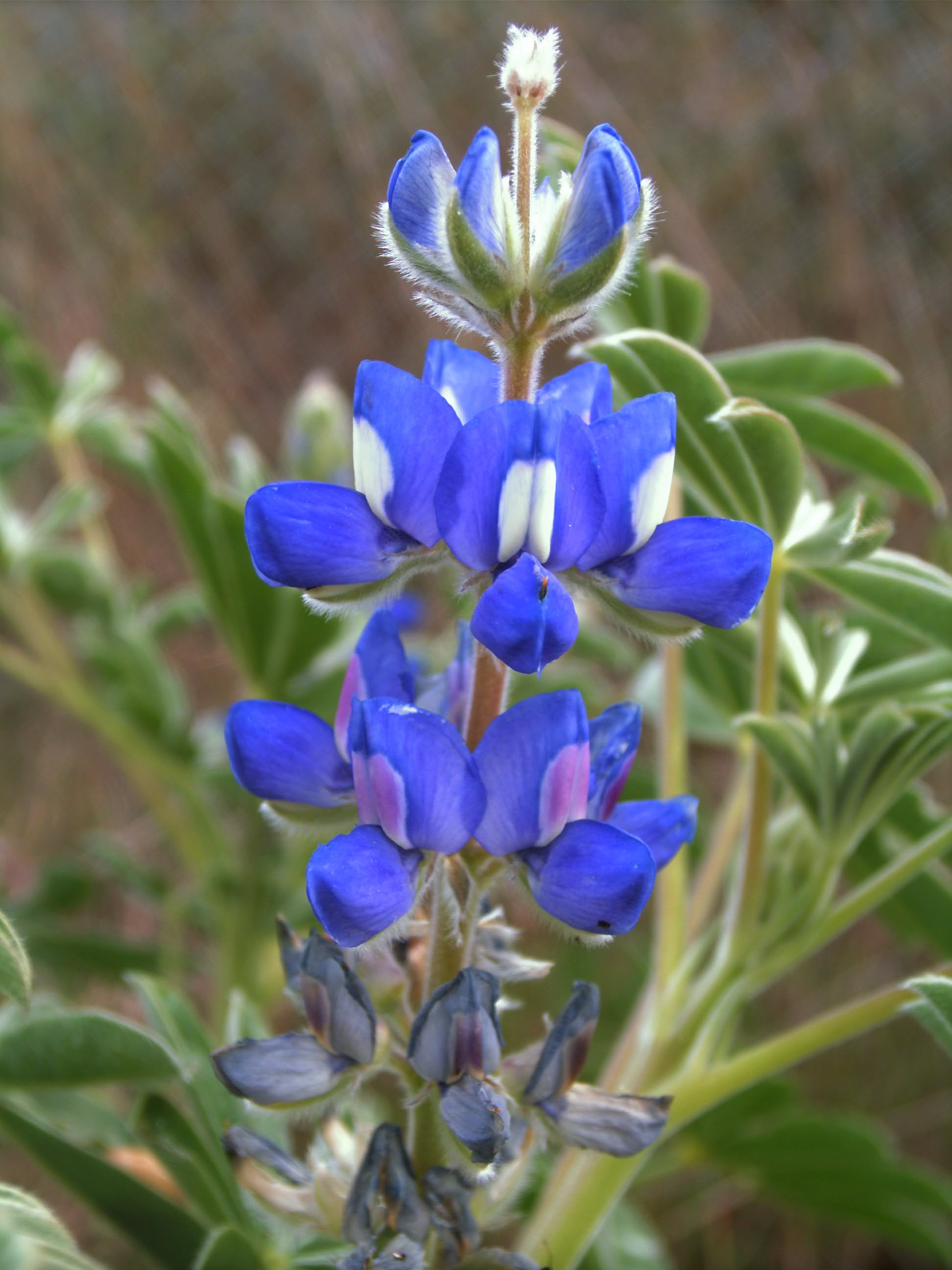
Flors de Lupinus micranthus
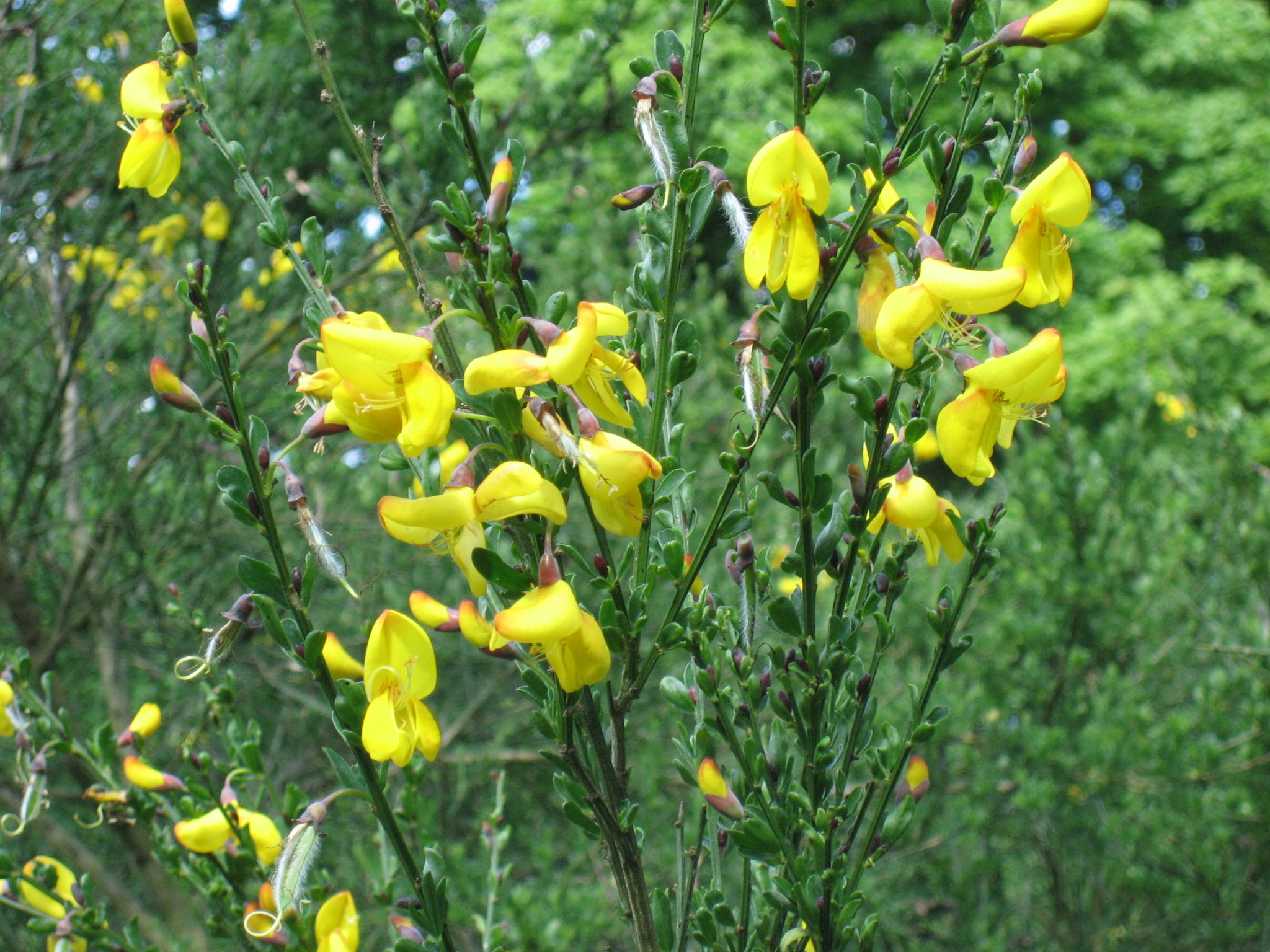
Cytisus scoparius
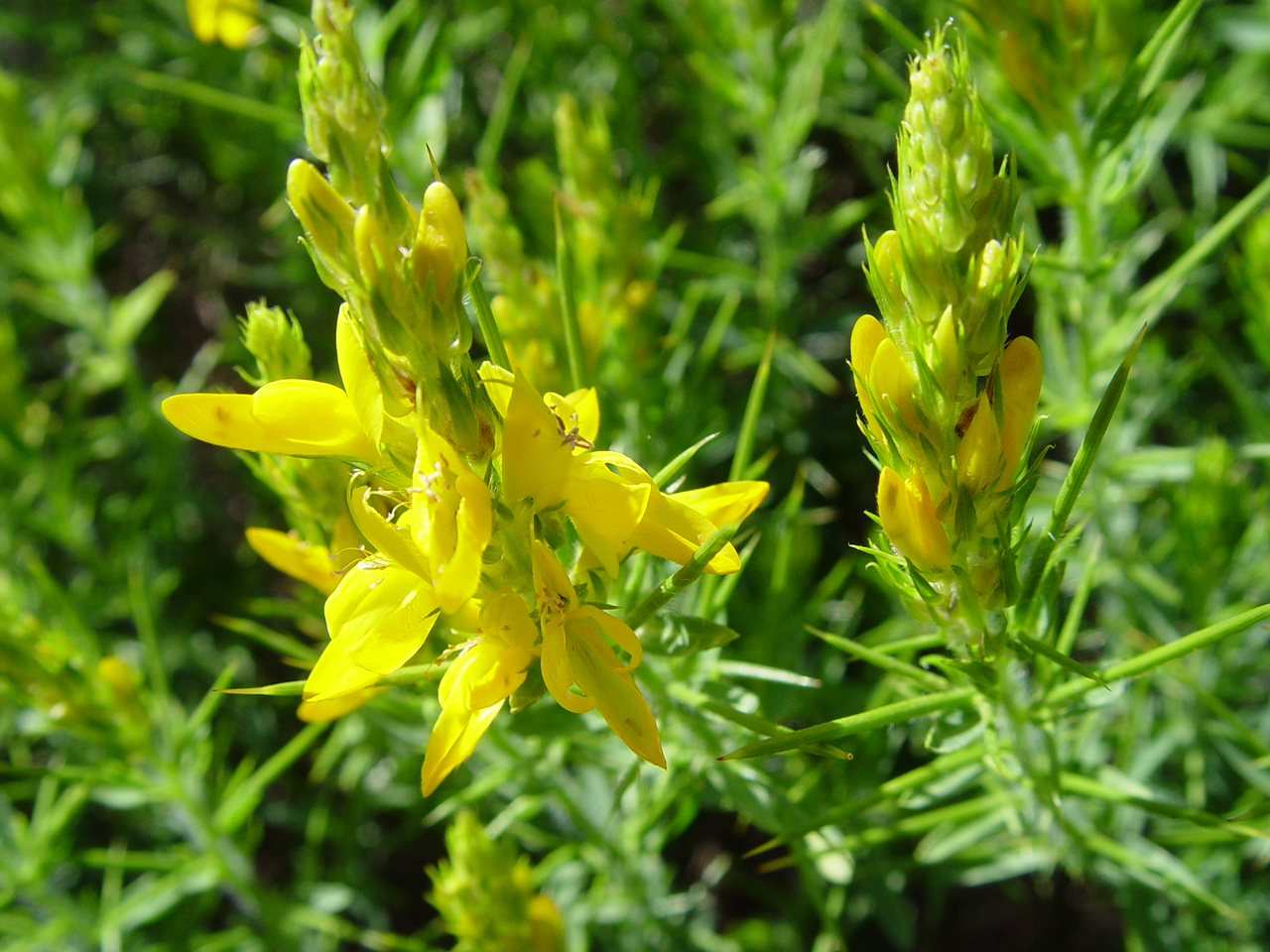
Genista hirsuta en flor
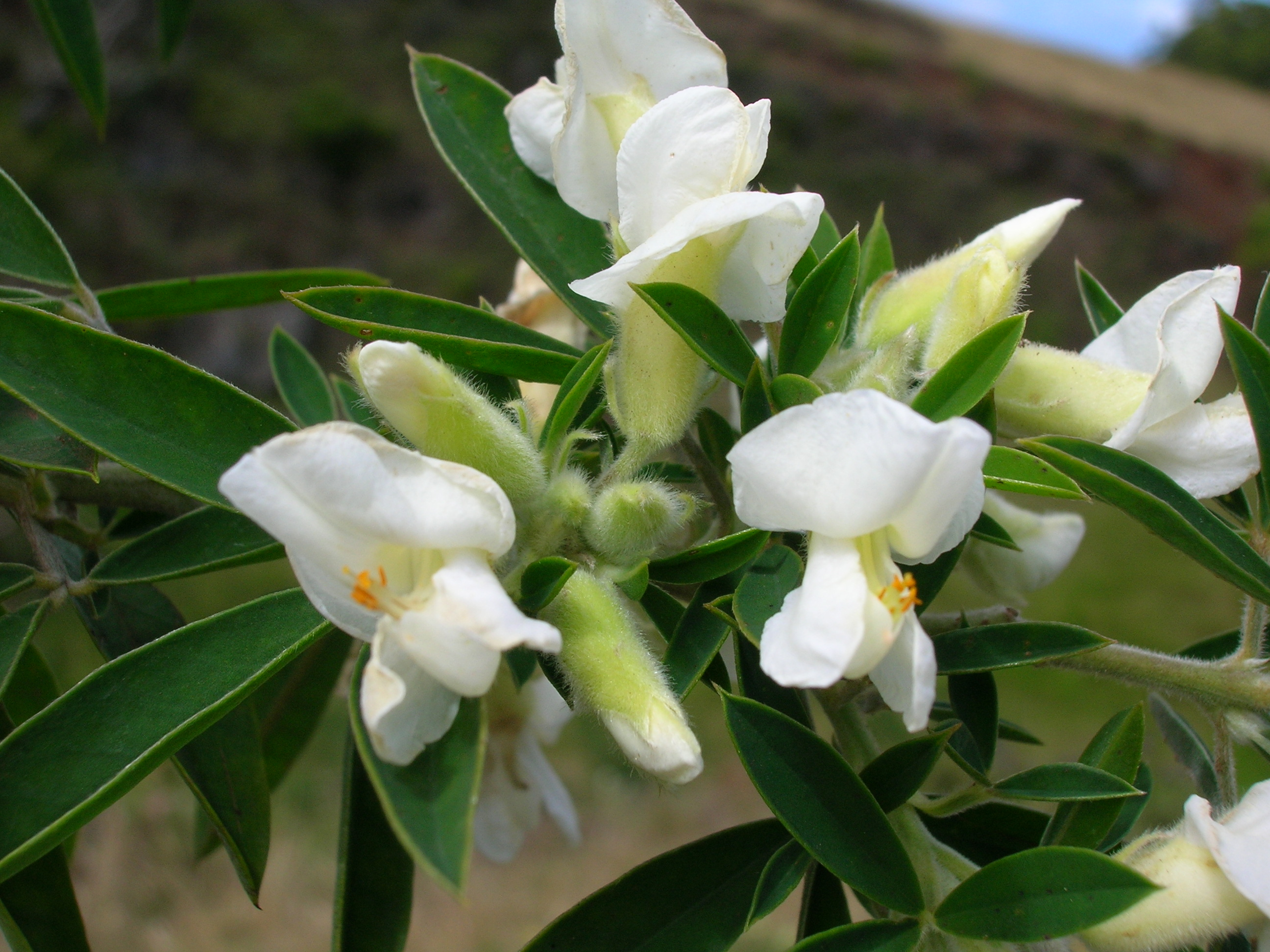
Flors de Cytisus palmensis
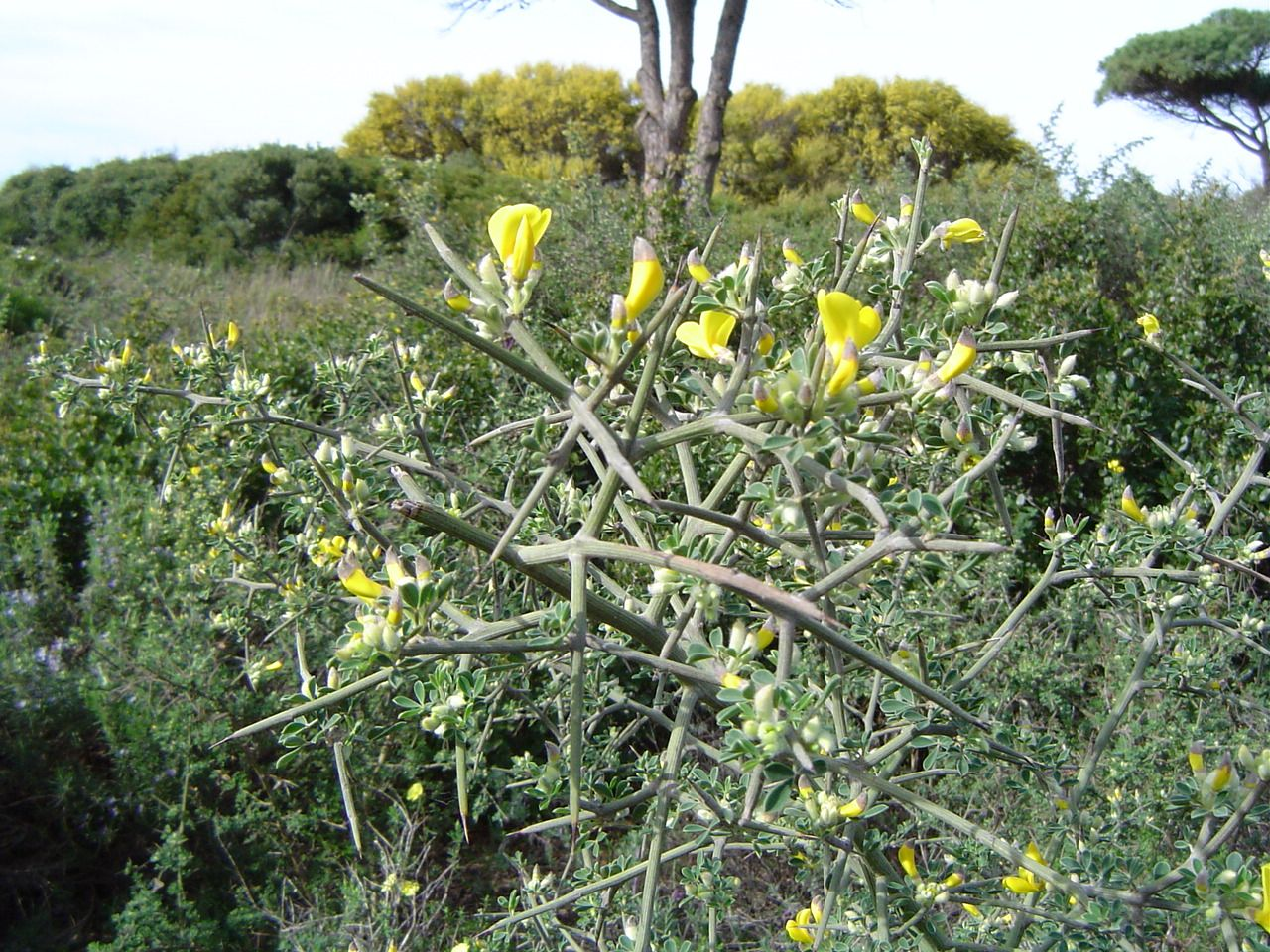
Calicotome villosa
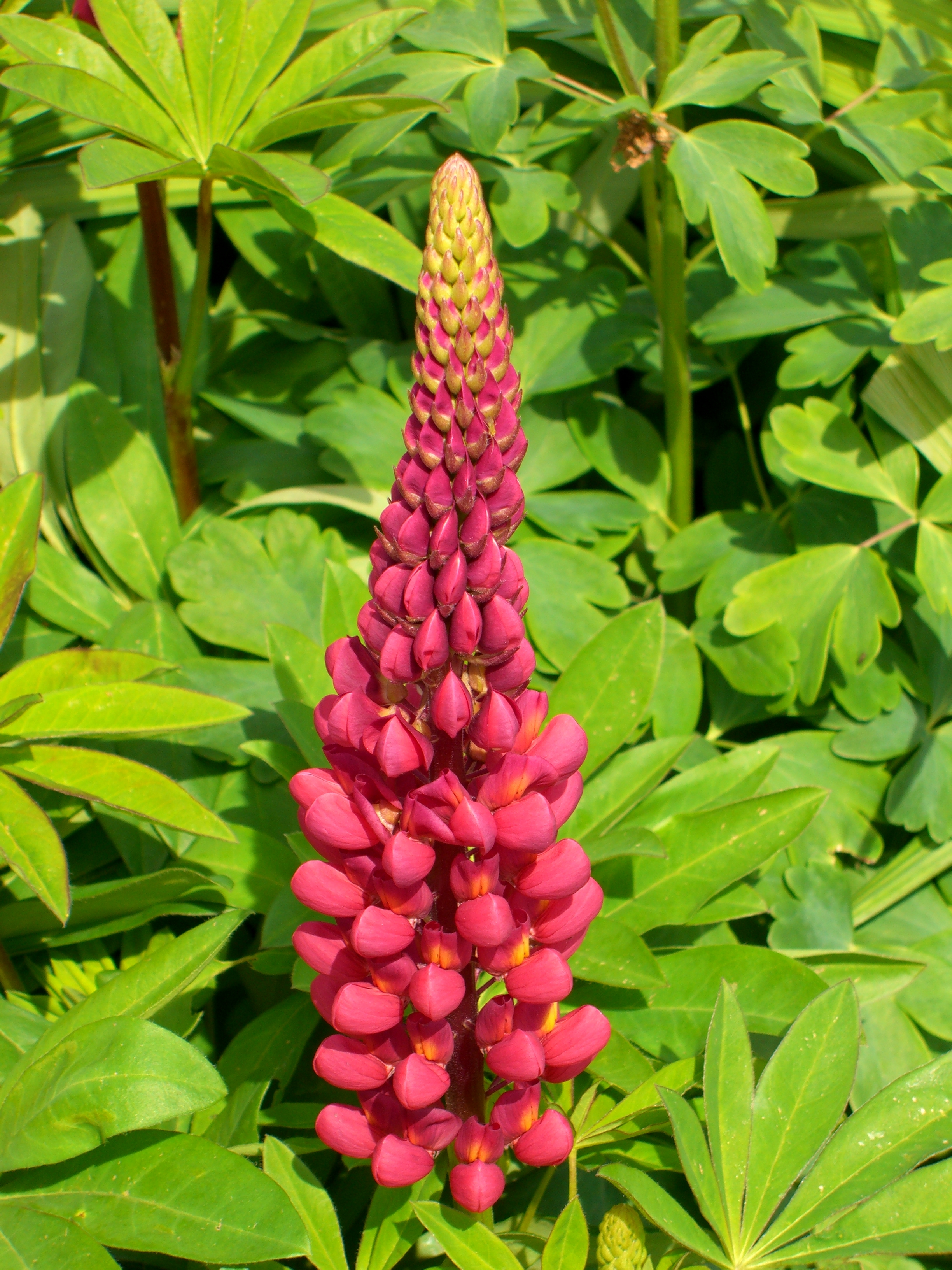
Flors de Lupinus polyphyllus